# Francisco Menéndez
Francisco Menéndez (* ca. 1700 in Senegambia; † ca. 1770 auf Kuba) war ein Sklave der Briten in Carolina, später Milizoffizier und Freibeuter in spanischen Diensten.

## Leben

### Jugend und Versklavung
Menéndez wurde unter nicht überliefertem afrikanischen Namen um 1700 als Mandinka in Gambia geboren. Als Jugendlicher wurde er von Menschenjägern gefangen und an britische Sklavenhändler verkauft, die ihn nach Carolina brachten. Dort musste er als Sklave arbeiten, bis ihm im Zuge des Yamasee-Kriegs die Flucht gelang. Er kämpfte dann zusammen mit den Yamasee gegen die Engländer. Nach der Niederlage der Aufständischen floh er in Richtung Spanisch-Florida.
Seit Jahrzehnten flüchteten schwarze Sklaven aus den britischen Kolonien in das spanische Gebiet, weil ihnen dort aufgrund eines königlichen Erlasses die Freiheit garantiert wurde, wenn sie sich zum Katholizismus bekehrten. Man spricht deshalb von der ersten „Underground Railroad“.

### Kommandant von Fort Mosé
Bevor Menéndez und seine Gruppe in den 1720er-Jahren auf ihrer Flucht spanisches Gebiet erreichten, wurden sie von Indianern ergriffen und an die Spanier verkauft. Die Engländer forderten die umgehende Rückgabe der entlaufenen Sklaven, was ihnen aber von Gouverneur Antonio de Benavides verwehrt wurde. Menéndez wurde einem königlichen Beamten übergeben, dessen Namen – Francisco Menéndez – er dann übernahm. Er stellte in der Folge Freilassungsgesuche an den Gouverneur. Diese wurden schließlich von Benavides Nachfolger, Manuel de Montiano, bewilligt. Die spanische Krone bestätigte daraufhin Montianos Entscheidung und ordnete erneut an, dass auch allen künftigen Flüchtlingen aus dem Norden entschädigungslos die volle Freiheit zu gewähren sei.
Francisco Menéndez hatte in der Zwischenzeit Lesen und Schreiben gelernt und war in die Schwarze Miliz integriert worden, wo er bald zum Offizier avancierte. Montiano ernannte Menéndez 1738 zum Kommandanten von Gracia Real de Santa Teresa de Mosé (Fuerte Mosé), einer nördlich des Hauptorts San Augustín errichteten befestigten Siedlung, sowie der dortigen Miliz. Es handelte sich um die erste offizielle Siedlung freier Schwarzer auf dem Gebiet der heutigen USA.
Da weiterhin Sklaven aus Carolina und Georgia in das spanische Gebiet flüchteten, wo sie als freie Menschen leben konnten, unternahmen die Engländer unter James Oglethorpe eine Strafexpedition gegen Florida. Nach Einnahme eines nördlichen Vorpostens rückten sie gegen Fort Mose vor. Da die befestigte Siedlung gegen die britische Übermacht nicht zu verteidigen war, ordnete Gouverneur Montiano den Rückzug von Menéndez' Miliz sowie aller Einwohner in die Festung San Marcos von San Augustín an, die in der Folge von den Engländern belagert wurde. Am 14./15. Juni 1740 gelang es den Spaniern in einem Ausfall, das zerstörte Fort Mose wieder in ihre Gewalt zu bringen. In einem Brief an den König hob der Gouverneur später den Mut und die Effizienz von Menéndez und seiner Truppe bei diesem Gefecht hervor. Auf die Engländer wirkte dieser Rückschlag demoralisierend, und sie zogen sich zwei Wochen später nach Norden zurück.

### Freibeuter und erneut Sklave
Dieser Krieg zwischen Spanien und England wurde auch zur See ausgetragen. Francisco Menéndez heuerte 1740 auf einem spanischen Freibeuterschiff an. Er war an mehreren Seegefechten gegen englische Handels- und Piratenschiffe beteiligt. Als er im Juli 1741 mit einem Prisenschiff in Richtung St. Augustín segelte, wurde dieses von der englischen Revenge aufgebracht. Gemäß damaligem Prisenrecht waren die unterlegenen Marinesoldaten und Matrosen als Kriegsgefangene zu behandeln, während Sklaven als Teil der Ladung galten und verkauft werden konnten. Wegen Menéndez Hautfarbe glaubten die Engländer seinen Ausführungen und den Beteuerungen seiner Kollegen nicht, dass er spanischer Hauptmann („Capitán“) sei, und ließen ihn auspeitschen. An einer Verhandlung auf den Bahamas kam man zum Schluss, dass er als Schwarzer nicht ein freier Mann und Offizier sein könne und ließ ihn als Sklaven verkaufen.
Es gab mehrere ähnliche Fälle, bei denen schwarze spanische Soldaten und Offiziere von Engländern gefangen genommen und als Sklaven verkauft wurden. Die Spanier protestierten wiederholt gegen diese Behandlung ihrer Seemänner und verlangten deren Übergabe. Sie lieferten Unterlagen zum Beleg, dass es sich nicht um Sklaven handle, und boten Lösegelder an. Ein Teil der Versklavten gelangte so wieder in Freiheit. Auch Menéndez kam vermutlich auf diese Weise wieder nach Spanisch-Florida.

### Lebensabend in Kuba
1752 wurde Fuerte Mosé erneut und vergrößert aufgebaut. Menéndez wurde wieder Kommandant der dortigen Miliz. Er wurde auch Besitzer eines Steinhauses in San Augustín. Mit dem Friedensschluss von 1763 musste Spanien Florida an England abtreten. Die Bewohner von Fort Mose, die nicht wieder unter britische Herrschaft kommen wollten, weil sie den erneuten Verlust ihrer Freiheit befürchteten, wurden nach Kuba evakuiert. Auch Menéndez zog dorthin, wo er, wie die anderen Evakuierten, ein Stück Land und Mittel für die Bewirtschaftung erhielt. Später war er Mitgründer der Siedlung San Agustín de la Nueva Florida (heute Ceiba Mocha). Er starb vermutlich in Havanna.